# Мовчазна Флейта
Мовчазна Флейта (англ. Circle of Iron, англ. The Silent Flute) — американський пригодницький бойовик 1978 року.

## Сюжет
Майстер східних єдиноборств Корд, що не визнає традиційних шкіл, дізнається про існування «Книги всіх знань», яка може допомогти йому оволодіти всіма вміннями кунг-фу і пізнати філософію буття. Але справа в тому, що книга знаходиться у злого чаклуна Зетана. Тоді Корд об'єднується зі сліпим майстром бойових мистецтв, і разом вони вирушають в довгу й небезпечну подорож.

## У ролях
| Актор             | Роль                                   |
| ----------------- | -------------------------------------- |
| Девід Керрадайн   | Сліпий / Людина-мавпа / Смерть / Чанша |
| Джефф Купер       | Корд                                   |
| Крістофер Лі      | Зетан                                  |
| Родді Макдауелл   | білий халат                            |
| Елай Воллак       | людина в маслі                         |
| Ентоні Де Лонгіс  | Мортонд                                |
| Ерл Мейнард       | Чорний велетень                        |
| Еріка Крір        | Тара                                   |
| Майкл М. Вендрелл | майстер бойових мистецтв               |
| Лео Венг          | майстер бойових мистецтв               |
| Донні Вільямс     | майстер бойових мистецтв               |
| Роберт Гарднер    | майстер бойових мистецтв               |
| Том Асценсіо      | майстер бойових мистецтв               |